# Leptogaster princeps
Leptogaster princeps är en tvåvingeart som beskrevs av Osten Sacken 1882. Leptogaster princeps ingår i släktet Leptogaster och familjen rovflugor.
Artens utbredningsområde är Filippinerna. Inga underarter finns listade i Catalogue of Life.